# St. Margarethe (Lunstädt)

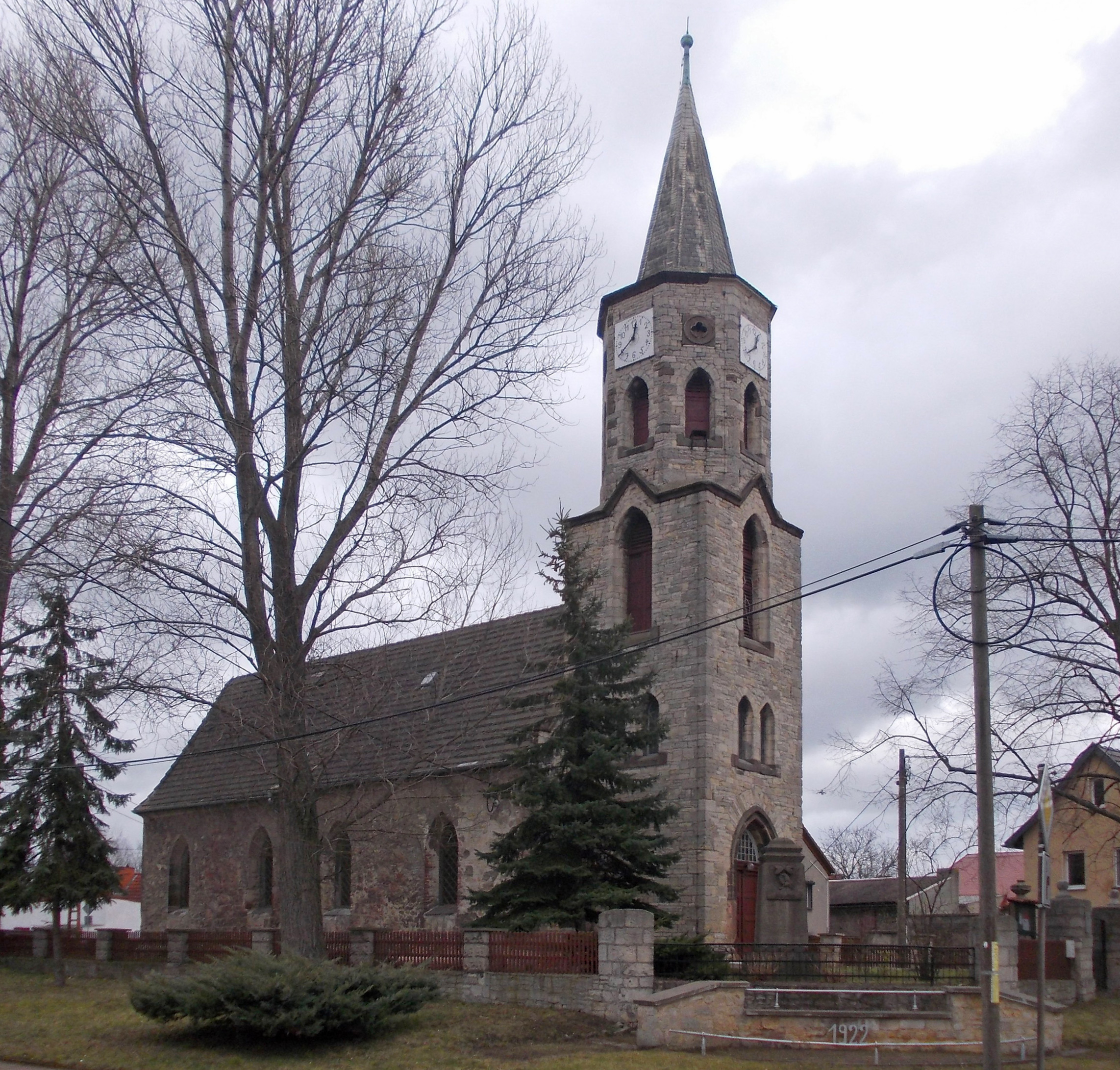
St. Margarethe (Lunstädt)

St. Margarethe ist die evangelische Dorfkirche von Lunstädt. Sie befindet sich in der Ortschaft Roßbach in der Stadt Braunsbedra im Saalekreis in Sachsen-Anhalt. Sie gehört zur Kirchengemeinde Roßbach-Gröst im Pfarrbereich Braunsbedra der Region Geiseltal/Bad Lauchstädt im Kirchenkreis Merseburg der Evangelischen Kirche in Mitteldeutschland.
Die Kirche steht als Baudenkmal unter Denkmalschutz und ist im Denkmalverzeichnis mit der Erfassungsnummer 094 20533 enthalten.

## Geschichte
Die ursprünglich der Heiligen Margareta von Antiochia geweihte Kirche von Lunstädt bestand bereits im Mittelalter und war im frühen 19. Jahrhundert Filialkirche von Roßbach. Der Kirchturm wurde im Jahr 1872 ergänzt. Um die Kirche zu vergrößern, hatte man den alten Turm abgerissen und das Schiff im Westteil verändert. Im Zweiten Weltkrieg wurde der Kirchturm im März 1945 zu zwei Dritteln durch eine Panzergranate zerstört. Der Wiederaufbau erfolgte bis zum Jahr 1948.
Im Jahr 2011 gründete sich die Interessengemeinschaft zur Nutzung und sakralen Erhaltung der Lunstädter Kirche (kurz INSEL), da nach Sturmschäden die Zuständigkeiten unklar waren. Im Jahr 2018 begann die Sanierung der Kirchenbänke sowie der Dielung durch den Verein. Im Jahr 2021 musste ein Wasserschaden behoben werden, nachdem Schmelzwasser in die Kirche eindrang. Das 2015 sanierten Deckengemälde blieb aufgrund einer Abdeckung vom Schaden verschont.

## Baubeschreibung
Die heutige Baugestalt ist auf mindestens drei Bauetappen zurückzuführen. Am ältesten ist der dreiseitig geschlossene, gotische Ostteil des Chors. Das Kirchenschiff und der Westteil des Chores stammen aus spätgotischer Zeit. Der Westturm ist hingegen ein Bauwerk des Historismus und neugotisch gestaltet. Der Chor misst außen 6 × 8,55 Meter, das Schiff 7,16 × 10,30 Meter. Die Holztonnen-Decke weist eine durchgehende Bemalung des 18. Jahrhunderts auf und zeigt verschiedene Bibelszenen wie die Anbetung des Kindes, die Auferstehung oder die Himmelfahrt.
An den seitlichen Chorwänden finden sich gotische Malereien, die Christus als Weltenrichter in der Mandorla und den heiligen Christopherus darstellen. Zur Ausstattung und dem Inventar der Kirche gehört neben dem barocken Kanzelaltar, der zweigeschossigen, umlaufenden Empore, der Holz-Taufe und dem Lesepult auch eine mittelalterliche Truhe. In den Jahren 1992 und 1993 wurde die Wandbilder restauriert. Auf der Westempore befindet sich die Orgel, die Darstellung auf der gegenüberliegenden Altarwand (um 1690) ist mit Säulen und großen Durchgängen gestaltet. Am Altar befinden sich barocke Holz-Statuen von Peter und Paul sowie ein spätgotisches Kruzifix. In der Kirche befindet sich ein Grabstein für Georg Friedrich Ungebauer (gest. 1687). Die Glocken waren laut Bergner 78 Zentimeter (Glocke von 1454), 65 Zentimeter und 42 Zentimeter hoch. Die Orgel wurde in den Jahren 1873 und 1874 von Carl Joseph Chwatal geschaffen.